# S36-os személyvonat
Az S36-os személyvonat egy budapesti elővárosi vonat Kőbánya-Kispest és Tárnok között. A vonatok többségének munkanapokon Tárnok helyett Martonvásáron van a végállomása. Vonatszámuk 38-cal kezdődik.

## Története
2014. december 14-étől a korábban S30-as jelzéssel közlekedő vonatok többségét S36-os jelzéssel Kőbánya-Kispest és Tárnok között indították el.
Egy évvel később csúcsidőben Martonvásárig, egyes vonatokat pedig Kápolnásnyékig hosszabbítottak.
2019. május 27-étől két reggeli vonat Kőbánya-Kispest helyett Üllőről indul, Kőbánya-Kispestig pedig csak Vecsésen áll meg.
2019. augusztus 26-ától egy új járatot indítottak Kőbánya-Kispestről, ami csak Kelenföldig közlekedik. A vonat csak munkanapokon reggel egyszeri indulással közlekedik.
2021. április 6-ától 2022. augusztus 26-ig  a 100 vasútvonal pályafelújítása és a Kőbánya-Teher biztosítóberendezés hiba miatt az Üllőről induló két reggeli járat ismét csak Kőbánya-Kispestről indul. 2022. augusztus 29-étől újra Üllőről indul a két reggeli járat. Hétvégén egy vonat sem indul Üllőről.
2023. április 2-tól munkanapokon Üllőről induló 2 járat megszűnik és újra Kőbánya-Kispestről indulnak, valamit egy reggeli Kőbánya-Kispest - Budapest-Kelenföld járat is megszűnik. Augusztus 28-ától munkanapokon továbbiakban nem járnak Kápolnásnyékig csak Martonvásárig közlekednek, illetve onnan indulnak.

## Útvonala
| 0  | Kőbánya-Kispest végállomás | 60 | 68, 85, 85E, 93, 93A, 98, 98E, 132E, 136, 148, 151, 182, 182A, 184, 193E, 200E, 202E, 268, 282E, 284E 575, 576, 577, 578, 580, 581 S21 , G43 , S50 , G50 , Z50 , IC, InterRégió, személyvonat, expresszvonat |
| 8  | Ferencváros                | 52 | 1 281 G10 , G43 , gyorsvonat, InterRégió, expresszvonat |
| 23 | Budapest-Kelenföld         | 45 | 1, 19, 49 8E, 40, 40B, 40E, 53, 58, 87, 87A, 88, 88A, 101B, 101E, 108E, 141, 150, 150B, 153, 154, 172, 173, 187, 188, 188E, 250, 250B, 251, 251A, 251E, 272 689, 691, 710, 712, 715, 720, 722, 724, 725, 727, 731, 732, 734, 735, 736, 760, 762, 763, 764, 767, 770, 774, 775, 778, 779, 798, 799 S10 , G10 , S12 , S30 , G30 , Z30 , S34 , S35 , S40 , G40 , Z40 , S42 , Z42 , G43 , G44 , IC, EC, EN, InterRégió, személyvonat, sebesvonat, gyorsvonat, expresszvonat, |
| 26 | Albertfalva                | 30 | 17, 41, 47, 48, 56 7, 58, 114, 213, 214 S30 , S34 , S35 |
| 28 | Budafok                    | 28 | 47, 56 33, 58, 114, 133E, 141, 158, 213, 214, 241, 241A, 250, 250B, 251, 251A S30 , S34 , S35 , S40 , S42 , G43 , G44 |
| 32 | Kastélypark                | 23 | 33, 133E 700 S30 , S34 , S35 |
| 35 | Tétényliget                | 21 | S30 , S34 , S35 |
| 38 | Érd alsó                   | 19 | 700, 705, 710, 712, 715, 720, 722, 731, 733, 734, 735, 736, 738, 741, 742, 744, 745, 746, 755 1120, 1134 S30 , G30 , Z30 , S34 , S35 , InterRégió, személyvonat, sebesvonat |
| 43 | Tárnok végállomás          | 15 | 741, 742 S30 , Z30 , S34 , S35 , G43 , G44 |
| 49 | Martonvásár végállomás     | 9  | 702, 703, 704, 749, 759, 769, 8238 S30 , Z30 , S34 , S35 , G43 |
| 52 | Baracska                   | 6  | 1 702, 8013 S30 , Z30 , S34 , S35 , G43 |
| 57 | Kápolnásnyék végállomás    | 0  | 718, 748, 749, 758 S30 , Z30 , S34 , S35 , G43 |